# 통가리로 국립공원
통가리로 국립공원(Tongariro National Park)은 뉴질랜드에 위치한 국립공원이다.  1990년에 유네스코의 세계문화유산으로 지정되었다.

## 개요
최고봉 루아페후 산(2,797 m)과 나우루호에 산(2,291 m) 등의 화산과 화산이 펼쳐지는 795 km 2의 넓이를 가진 통가리로 산(1,967 m)은 에메랄드 색으로 빛나는 화산 호수가 있다. 이 산을 종주하는 코스는 통가리로 크로싱이라고 하며 인기가 높다. 또한 국립공원의 산 지역은 마오리족의 신앙 대상이기도 했다. 마오리 문화와의 관계를 고려, 자연과 문화의 세계복합유산으로 세계유산으로 등록되었다.
통가리로 국립공원 1894년, 뉴질랜드 최초의 국립 공원으로 지정되었다. 계기는 원주민인 마오리의 제안에 따른 것이다. 1990년에 세계자연유산에 등록 되었으나, 후에 마오리의 성지인 국립공원의 문화적 가치를 평가함에 따라, 1993년 문화 유산 등록 기준이 추가적으로 적용되고 복합 유산이되었다. 세계 유산이 된 최초의 문화적 경관이다.

## 문화유산과 자연유산

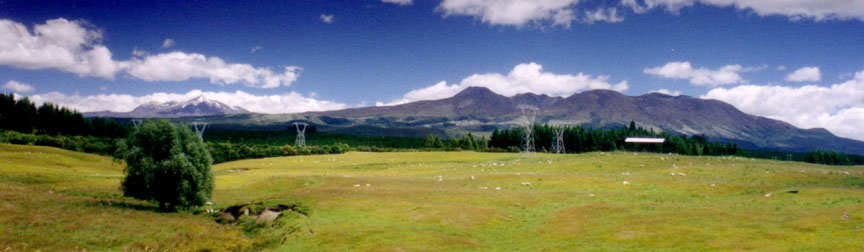
세개의 화산들:Ruapehu (왼쪽), Ngauruhoe (중앙), Tongariro (오른쪽).

1987년 9월 23일 테헤우헤우 투키노(응가티 투와레토아)가 뉴질랜드 정부에 26.3 km2에 다다르는 토지를 선물, 1894년 뉴질랜드 최초의 국립공원이 되었다. 2500 km 길이의 화산대 끝에 위치하며 총면적은 795.98 km2이다. 1990년에 지정된바 있으나, 1993년 범위를 더 확대해 지정했다.

### 산
공원 내에는 2만 년 이상 휴화산으로 있는 카카라메아, 티히아, 피항가와 활화산 통가리로(1984m), 응가우로호에(2290m), 루아페우(2797m)가 있다.
1969년과 1975년, 1995년~1996년 루아페우 화산이 진흙을 내뿜으며 대규모 폭발을 한 적이 있다.

## 위치
뉴질랜드 북 섬 중앙부근이면서, 웰링턴 북동쪽 투랑기 남쪽에 위치하고 있다. 위도와 경도는 39°12′″S 175°35′″이다.

## 식생

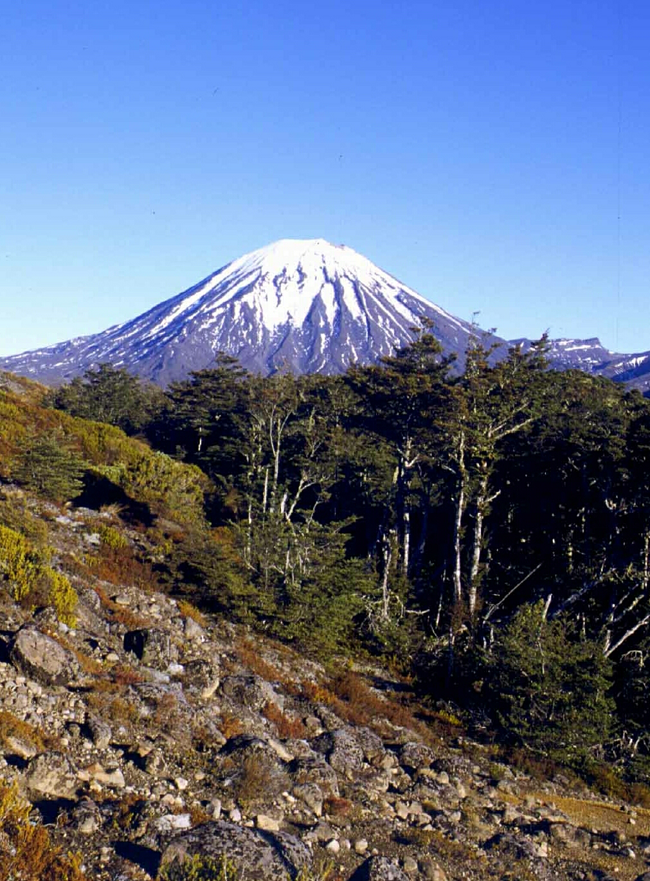
남쪽 Ruapehu산의 슬로프들.

식물은 뉴질랜드나한송, 난초, 고사리등이 서식한다. 적색, 은색, 흑색의 뉴질랜드 너도 밤나무와 유럽의 히드에 해당하는 이나카 등으로 구성된 식물대이다.
동물은 뉴질랜드박쥐 등 포유류와 카카앵무, 줄무늬키위 등 조류가 서식하는데, 외래종 담비, 고양이 등으로 인해 뉴질랜드 원래의 동물은 서서히 멸종되어 가고 있다.

## 같이 보기
- 뉴질랜드의 국립공원